# Земјаци (ТВ филм)
Земјаци (мкд. Земјаци, „Земљаци”) је југословенски телевизијски филм на македонском језику из 1971. године. Режирао га је Славољуб Стефановић Раваси а сценарио је написао Коле Чашуле.

## Улоге
| Глумац          | Улога |
| --------------- | ----- |
| Дарко Дамевски  |       |
| Тодорка Кондова |       |
| Драги Костовски |       |